# Eilgüterzug
Ein Eilgüterzug (Egz), auch Gütereilzug, war eine Zuggattung im deutschen Schienengüterverkehr.
Eilgüterzüge verkehrten mit hoher Reisegeschwindigkeit und beförderten Eilgut. Das waren verderbliche Güter, lebende Tiere oder auch Stückgut. Leichte Eilgüterzüge (LeiG) dienten vor allem dem Stückgutverkehr. Für Tarifzwecke war das Transportgut in unterschiedliche Eilgutklassen eingeteilt.